# Hannes Wagner
Hannes Wagner (16 de junio de 1995) es un deportista alemán que compite en lucha grecorromana. Ganó dos medallas de bronce en el Campeonato Europeo de Lucha, en los años 2020 y 2021, ambas en la categoría de 82 kg.

## Palmarés internacional
| Campeonato Europeo | Campeonato Europeo | Campeonato Europeo | Campeonato Europeo |
| Año                | Lugar              | Medalla            | Categoría          |
| ------------------ | ------------------ | ------------------ | ------------------ |
| 2020               | Roma (Italia)      | Medalla de bronce  | 82 kg              |
| 2021               | Varsovia (Polonia) | Medalla de bronce  | 82 kg              |